# Parafia Matki Bożej Różańcowej w Bukowej
Parafia Matki Bożej Różańcowej w Bukowej – parafia rzymskokatolicka, znajdująca się w diecezji kieleckiej, w dekanacie małogoskim.